# Gobiconodon
Gobiconodon é um gênero de pequenos mamíferos pré-históricos que viveram na era dos dinossauros. Pertenciam a ordem dos mamíferos extintos conhecidos como triconodontes. Eles viveram em meados do período cretáceo a cerca de 110M.A. Eram animais carnívoros de pequeno/médio porte e possivelmente conviveram com dinossauros como o velociraptor e o oviraptor e pequenos dinossauros da ordem Ornithischia; pesavam entre 4,5 e 5,5 kg medindo entre 45 e 50 cm de comprimento; todas as espécies abaixo ocuparam nichos ecológicos muito parecidos; mas não idênticos.

## Espécies
- Gobiconodon bathoniensis? Sigogneau-Russell, 2016
- Gobiconodon borissiaki Trofimov, 1978 (tipo)
- Gobiconodon haizhouensis Kusuhashi et al., 2015
- Gobiconodon hoburensis (Trofimov, 1978)
- Gobiconodon hopsoni Rougier et al., 2001
- Gobiconodon luoianus? Yuan et al., 2009
- Gobiconodon ostromi Jenkins Jr. & Schaff, 1988
- Gobiconodon palaios? Sigogneau-Russell, 2003
- Gobiconodon tomidai Kusuhashi et al., 2015
- Gobiconodon zofiae Li et al., 2003